# Пустовітська сільська рада
| Пустовітська сільська рада — орган місцевого самоврядування у Обухівському районі Київської області з адміністративним центром у с. Пустовіти. Історична дата утворення: в 1929 році. Водоймища на території, підпорядкованій даній раді: річка Росавка. Сільській раді підпорядковані населені пункти: - с. Пустовіти |

## Склад ради
Рада складається з 16 депутатів та голови.

### Керівний склад ради
| ПІБ                      | Основні відомості                                                    | Дата обрання | Дата звільнення |
| ------------------------ | -------------------------------------------------------------------- | ------------ | --------------- |
| Чалий Дмитро Миколайович | Сільський голова, 1963 року народження, освіта, член народної партії | 26.03.2006   | 31.10.2010      |
| Чалий Дмитро Миколайович | Сільський голова, 1962 року народження, освіта вища, безпартійний    | 31.10.2010   |                 |

Примітка: таблиця складена за даними джерела